# 15896 Birkhoff
15896 Birkhoff (1997 LX5) là một tiểu hành tinh vành đai chính được phát hiện ngày 13 tháng 6 năm 1997 bởi P. G. Comba ở Prescott.